# IC 850
IC 850 је спирална галаксија у сазвјежђу Дјевица која се налази на листи објеката дубоког неба у Индекс каталогу.
Деклинација објекта је - 0° 52' 5" а ректасцензија 13h 7m 50,2s. Привидна величина (магнитуда) објекта IC 850 износи 14,3 а фотографска магнитуда 15,0. IC 850 је још познат и под ознакама MCG 0-34-3, CGCG 16-4, IRAS 13052-0036, PGC 45491.